# Vavilovia formosa
Vavilovia formosa ist die einzige Pflanzenart der Gattung Vavilovia, die zur Unterfamilie der Schmetterlingsblütler (Faboideae) innerhalb der Familie der Hülsenfrüchtler (Fabaceae oder Leguminosae) gehört. Sie ist in Vorderasien beheimatet.

## Beschreibung

### Vegetative Merkmale
Vavilovia formosa ist eine ausdauernde, krautige Pflanze. Sie bildet lange unterirdische Rhizome als Überdauerungsorgane und lange Wurzeln. Die sich 5 bis 15 cm über den Grund erhebenden, ausgebreiteten oder kriechenden Stängel sind dünn, nicht kantig und kahl.
Die wechselständigen, gestielten Laubblätter sind paarig gefiedert mit nur einem Fiederblattpaar. Die zwei breiten Fiederblättchen sind keil- bis fast kreisförmig, dick, mit einer kahlen Oberfläche und einem glatten Rand. Bei einigen Populationen besitzen die Fiederblättchen eine kielförmige Basis – dies wurde einige Zeit zum Abgrenzen einer zweiten Art (Vavilovia aucheri (Jaub. & Spach) Fed.) genutzt. Das Laubblatt endet nicht mit einer Ranke, im Gegensatz zu vielen verwandten Arten der Tribus Fabeae. Die kleinen, fast pfeilförmigen Nebenblätter sind nicht mit dem Blattstiel verwachsen.

### Generative Merkmale
Die Blüten stehen meist einzeln in den Blattachseln auf einem Blütenstandsschaft. Es sind kleine, unauffällige Tragblätter, aber keine Deckblätter vorhanden.
Die großen, attraktiven, zwittrigen Blüten sind zygomorph und fünfzählig mit doppelter Blütenhülle. Die fünf Kelchblätter sind glockenförmig verwachsen mit fast gleichen schmal dreieckigen Kelchzähnen. Die Blütenkrone besitzt den typischen Aufbau einer Schmetterlingsblüte. Die fünf Kronblätter sind rosa- bis purpurfarben. Die kurz und breit genagelte Fahne ist meist länglich. Die Flügel sind sichelförmig oder länglich. Das Schiffchen ist kürzer als die Flügel, nicht kammförmig und manchmal weiß. Die zehn Staubblätter sind alle oder nur neun untereinander verwachsen. Die Staubbeutel sind kahl und glatt. Es wird eine Bestäubung durch Insekten vermutet, dazu fehlen aber Daten.
Die mit einer Länge von 2 bis 3,5 cm lineal-längliche Hülsenfrucht öffnet sich und enthält drei bis fünf Samen. Die kugeligen bis eiförmigen Samen sind glatt, meist mit dunklen Flecken auf der Oberfläche.
Vavilovia formosa besitzt einen diploiden Chromosomensatz mit 2n = 14.

## Vorkommen
Sie kommt in Vorderasien nördlich bis zum Kaukasus vor. Fundortangaben für Vavilovia formosa gibt es für Iran, Irak, Russland (Checheno-Inguschetien, Dagestan, Severo-Ossetien), Aserbaidschan, Libanon, Armenien und den asiatischen Teil der Türkei. Sie gedeiht als Schuttpflanze in Bergregionen in Höhenlagen zwischen 1500 und 3500 Meter.

## Systematik
Vavilovia formosa ist die einzige Art der Gattung Vavilovia aus der Tribus Fabeae in der Unterfamilie Faboideae innerhalb der Familie der Fabaceae oder Leguminosae. Diese Art wurde unter dem Namen Orobus formosus durch Christian von Steven in Mémoires de la Société Impériale des Naturalistes de Moscou, 4, 1812–13, S. 50 erstbeschrieben. Sie wurde 1939 durch Andrei Alexandrowitsch Fjodorow in Trudy Botanicheskogo Instituta, Akademii Nauk Armyanskoi S.S.R, 1, S. 52 in die Gattung Vavilovia gestellt. Weitere Synonyme für Vavilovia formosa (Steven) Fed. sind: Alophotropis aucheri (Jaub. & Spach) Grossh., Alophotropis formosa (Steven) Grossh., Pisum aucheri Jaub. & Spach, Pisum formosum (Steven) Alef., Vavilovia aucheri (Jaub. & Spach) Fed., Vicia aucheri Boiss.  Der Gattungsname Vavilovia ehrt den russischen Botaniker, Genetiker und Forschungsreisenden Nikolai Iwanowitsch Wawilow.  Das Artepitheton formosa bedeutet schön.